# 255 (nombre)
Cet article concerne le nombre 255. Pour l'année, voir 255.
255 (deux cent cinquante-cinq) est l'entier naturel qui suit 254 et qui précède 256.

## En mathématiques
deux cent cinquante-cinq est :
- Sa décomposition en nombres premiers en fait un nombre sphénique.
- Puisque 255 = 28 - 1, c'est un nombre de Mersenne, et le quatrième de ces nombres qui n'est pas un nombre premier.
- En base 10, c'est un auto nombre.
- Un nombre uniforme en base 2 (11111111), en base 4 (3333) et en base 16 (FF).

## En informatique
deux cent cinquante-cinq est aussi :
- un nombre spécial dans certaines tâches en rapport avec le calcul. C'est la valeur maximale que l'on peut représenter avec un nombre binaire à huit chiffres, et par conséquent, le maximum que l'on peut représenter par un octet non-signé, la plus petite taille de variable commune utilisée dans les langages de programmation de haut niveau (un bit étant plus petit, mais rarement utilisé comme valeur de stockage). L'intervalle est de 0 à 255, qui a un total de 256 valeurs.

{\displaystyle 255=2^{8}-1={\mbox{FF}}_{16}=11111111_{2}.}
Par exemple, 255 est la valeur maximale
- qui peut être assignée aux éléments dans le modèle de couleurs RGB 24-bit, puisque chaque canal de couleur a huit bits d'alloués.
- d'une des quatre valeurs séparées par trois points dans une adresse IPv4 : 255.255.255.255.
- de l'échelle d'Alpha blending dans Delphi (255 étant 100 % visible et 0 étant pleinement transparent).

Ce nombre apparaît fréquemment dans les jeux vidéo lorsqu'un petit nombre est nécessaire, par exemple :
- Il existe exactement 255 niveaux dans Pac-Man.
- dans Super Mario Bros., la quantité maximale de vies que vous pouvez posséder est exactement 255. Le jeu ne vérifie pas si ce nombre est dépassé ; obtenir une autre vie fera disparaître toutes les autres.
- Dans The Legend of Zelda, le nombre maximal de Rubis que peut posséder le joueur est de 255. Une fois ce chiffre atteint, les Rubis ramassés ne sont plus comptabilisés.
- Dans Star Ocean 2, le niveau maximal de chaque personnage est 255.
- Le nombre de clés d'or que l'on peut accumuler dans le jeu Borderlands 2 est de 255. Une fois ce chiffre atteint, elles reviennent à zéro à la première clé ramassée.
- Le niveau maximum du jeu en ligne World Of Warcraft qu'un Maître du Jeu (MJ) peut atteindre est de 255.
- Le nombre maximum d'améliorations d'attaque et de défense que l'on peut faire dans Starcraft est de 255.
- Ce nombre apparaît également dans Final Fantasy 10. En effet, dans les statistiques de chaque personnage, le maximum en force, constitution, esprit, etc. est de 255.
- Le niveau maximum qu'une compétence peut atteindre dans The Elder Scrolls V: Skyrim (seulement avec des codes de triches, sinon le niveaux maximum est 100).
- Dans les jeux vidéo Pokemon, le Pokemon Bug (Missing No) porte le numéro 255.
- Années historiques : -255, 255.